# 김복래
김복래(1977년 5월 3일 ~ )는 대한민국의 탁구선수였다. 2005년 한국 제주도 아시아 선수권대회에서 단체전 은메달을 획득하였다. 2004년 아테네 올림픽에 출전하였으나 메달을 얻지는 못했다.